# Hugh Town
Koordinaten: 49° 55′ N, 6° 19′ W

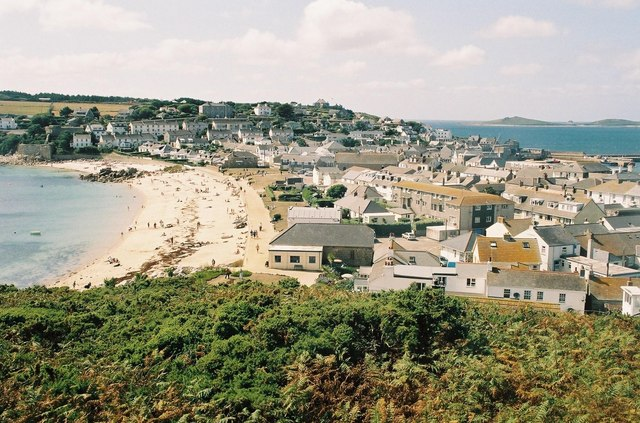
Hugh Town

Hugh Town (kornisch Treworenys oder Tre Huw) ist mit 1068 Einwohnern der größte Ort der Scilly-Inseln. Er liegt auf einem Tombolo im Südwesten der Insel St. Mary’s des britischen Herzogtum Cornwall. 
Der Ort ist mit seinen Stränden und dem Star Castle ein touristisches Zentrum der Inseln. Eine Verkehrsverbindung zum englischen Festland besteht durch den Flughafen St Mary’s Airport, der östlich des Ortes liegt, sowie durch eine Fährverbindung nach Penzance.
Der Buzza Hill Dolmen liegt auf dem namengebenden Hügel über dem Ort.